# 43224 Tonypensa
43224 Tonypensa este un asteroid din centura principală de asteroizi.

## Descriere
43224 Tonypensa este un asteroid din centura principală de asteroizi. A fost descoperit pe 8 ianuarie 2000 la Socorro, New Mexico, în cadrul proiectului LINEAR. Asteroidul prezintă o orbită caracterizată de o semiaxă mare de 2,67 ua, o excentricitate de 0,17 și o înclinație de 12,8° în raport cu ecliptica.